# Јасна Диклић
Јасна Диклић (Сарајево, 8. март 1946) је босанскохерцеговачка филмска и позоришна глумица.

## Биографија
Рођена је 8. марта 1946. године у Сарајеву. Њена мајка Амалија била је чувена глумица и луткарска режисерка па је Јасна практично одрасла у позоришту. Одрастала је у сарајевском насељу Маријин Двор.
Јасна је 1976. године дипломирала на одсјеку за сценске умјетности Филозофског факултета у Сарајеву, а прве глумачке кораке остварила је на сцени Малог позоришта у Сарајеву (касније назван Камерни театар 55).
Први аранжман је добила у Народном позоришту у Бањој Луци 1969. године, али се убрзано вратила у Камени театар 55. До 1992. године, на сцени Камерног театра 55 одиграла је десетине улога. Најзначајније су представе „Дјеловање гама зрака на чудовишне невене“, „Загрљеници“, „Плава Јеврејка“ и „Брисани пут“.
Уз Сенада Башића, Миодрага Трифунова, Зорана Бечића, Алију Аљовића, Ирену Мулахумић, Нисвету Омербашић и Небојшу Вељовића, заиграла је у "Склоништу", првој представи Сарајевског ратног театра. Представа је премијерно изведена током опсаде Сарајева, 6. септембра 1992. године.
Јасна је маестрално одиграла лик Мине Хаузен, а представа је доживела 110 извођења у БиХ и 27 у иностранству. Подстакнути тиме, написан је и други дио "Склоништа", под називом „Мемоари Мине Хаузен“. Јасна је ову представу одиграла 125 пута.
Још неке од представа у којима је играла су Марија Терезија, Краљ умире, Пуцање душе, Град снова, Председнице, Четврта сестра, Женидба, Камен, Шта смо то учинили, Дјеца сунца. Неки од филмова у којима је остварила улоге су Савршени круг, Гори ватра, Добро уштићени мртваци, Небо изнад крајолика, Ритам живота и Као да ме нема. Такође је глумила у серијама Виза за будућност, Црна хроника, Печат, Луд, збуњен, нормалан, Криза и Не дирај ми маму.
2012. је основала фестивал "Јувентафест". Од 2018. године пише колумне за портал Радиосарајево.ба.

## Приватни живот
Има двоје дјеце, ћерку Љиљану и сина Исмара. Исмар Волић је професор математике у Бостону.

## Филмографија
|                   | 1960 | 1970 | 1980 | 1990 | 2000 | 2010 | Укупно |
| ----------------- | ---- | ---- | ---- | ---- | ---- | ---- | ------ |
| Дугометражни филм | 2    | 1    | 1    | 2    | 6    | 4    | 16     |
| ТВ филм           | 0    | 1    | 2    | 1    | 2    | 0    | 6      |
| ТВ серија         | 0    | 0    | 2    | 2    | 5    | 3    | 12     |
| Кратки филм       | 0    | 0    | 0    | 0    | 0    | 1    | 1      |
| Укупно            | 2    | 2    | 5    | 5    | 13   | 8    | 35     |

| Год.       | Назив                                          | Улога \|- style="background: Lavender; text-align:center; " | 1960.-те | 1960.-те | 1960.-те | 1960.-те |
| 1968.      | Уђи, ако хоћеш                                 | /                                                           |          |          |          |          |
| 1968.      | Quo vadis Живораде                             | Девојка у затвору                                           |          |          |          |          |
| 1970.-те   |                                                |                                                             |          |          |          |          |
| 1971.      | Овчар                                          | Миланова жена                                               |          |          |          |          |
| 1977.      | Рашчеречени ТВ филм                            | /                                                           |          |          |          |          |
| 1980.-те   |                                                |                                                             |          |          |          |          |
| 1980.      | Ћилим ТВ филм                                  | /                                                           |          |          |          |          |
| 1983.      | Ватрогасац ТВ филм                             | Секретарица                                                 |          |          |          |          |
| 1985.      | Брисани простор ТВ серија                      | Кућепазитељица                                              |          |          |          |          |
| 1985.      | Ада                                            | Службеница у пошти                                          |          |          |          |          |
| 1988.      | Загубљен говор ТВ серија                       | /                                                           |          |          |          |          |
| 1990.-те   |                                                |                                                             |          |          |          |          |
| 1991.      | Сарајевске приче ТВ серија                     | Медицинска сестра                                           |          |          |          |          |
| 1997.      | Савршени круг                                  | Госпођа                                                     |          |          |          |          |
| 1998.      | Стријелац ТВ филм                              | /                                                           |          |          |          |          |
| 1999.      | Фамилија доо ТВ серија                         | /                                                           |          |          |          |          |
| 1999.      |                                                | /                                                           |          |          |          |          |
| 2000.-те   |                                                |                                                             |          |          |          |          |
| 2002.      | Виза за будућност: Новогодишњи специал ТВ филм | Даница Голијанин                                            |          |          |          |          |
| 2003.      | Римејк                                         | Деса Јовановић                                              |          |          |          |          |
| 2003.      | Гори ватра                                     | Љута жена                                                   |          |          |          |          |
| 2003.      | Виза за будућност: Новогодишњи специал ТВ филм | Даница                                                      |          |          |          |          |
| 2004.      | Црна хроника ТВ серија                         | Фатима Ковачевић                                            |          |          |          |          |
| 2005.      | Гори ватра ТВ серија                           | Љута жена                                                   |          |          |          |          |
| 2005.      | Добро уштимани мртваци                         | Тидза                                                       |          |          |          |          |
| 2006.      | Небо изнад крајолика                           | Анђа                                                        |          |          |          |          |
| 2007.      | Духови Сарајева                                | Весна                                                       |          |          |          |          |
| 2007.      | Ритам живота                                   | Ема                                                         |          |          |          |          |
| 2002 2008. | Виза за будућност ТВ серија                    | Даница Голијанин                                            |          |          |          |          |
| 2008.      | Печат ТВ серија                                | Тетка                                                       |          |          |          |          |
| 2008.      | Крв није вода ТВ серија                        | Слобода                                                     |          |          |          |          |
| 2010.-те   |                                                |                                                             |          |          |          |          |
| 2010.      |                                                |                                                             |          |          |          |          |
| 2010.      |                                                | Фата                                                        |          |          |          |          |
| 2011.      | Луд, збуњен, нормалан ТВ серија                | Фадила                                                      |          |          |          |          |
| 2012.      | Шангај                                         | Бака Рајка                                                  |          |          |          |          |
| 2013 2014. | Криза ТВ серија                                | Борка                                                       |          |          |          |          |
| 2015.      | Кало Кратки филм                               | /                                                           |          |          |          |          |
| 2015.      | Сабина К                                       | Анкица                                                      |          |          |          |          |
| 2016.      | Лажни свједок ТВ серија                        | Ајша Будалица                                               |          |          |          |          |
| 2018.      | Не дирај ми маму ТВ серија                     | Дика Сљепчевић                                              |          |          |          |          |
| 2019.      | Muttering Кратки филм                          | Мунира                                                      |          |          |          |          |
| 2019.      | Пун мјесец                                     | Мелиха                                                      |          |          |          |          |